# Probstried
Probstried (ⓘ) ist ein Gemeindeteil des Marktes Dietmannsried im bayerisch-schwäbischen Landkreis Oberallgäu und hat im Jahr 2024 etwa 1696 Einwohner.

## Lage
Das Pfarrdorf liegt am nördlichen Rand des Oberallgäus, etwa 3,5 km östlich von Dietmannsried.

## Geschichte
Probstried wurde 1358 erstmals genannt. Die mittelalterliche Pfarrkirche wurde 1666 bis 1683 umgestaltet, das Langhaus 1738/40 erweitert.
Am 1. Januar 1978 wurde die selbständige Gemeinde Probstried, die am 23. November 1863 durch Ausgliederung aus Dietmannsried neu entstanden war, wieder in den Markt Dietmannsried eingegliedert.

## Sehenswürdigkeiten

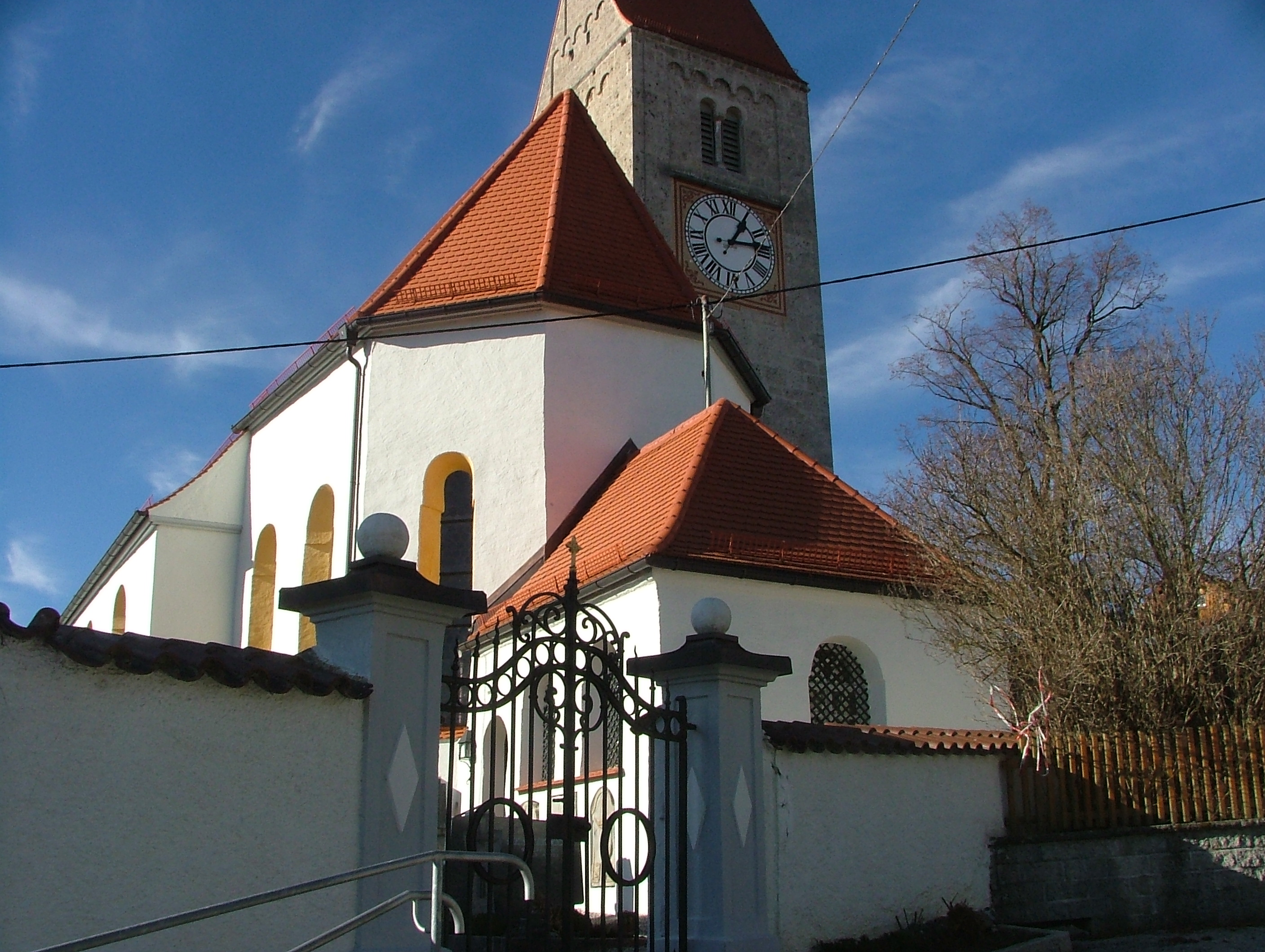
St. Cornelius und Cyprian

Neben der Probstrieder Pfarrkirche St. Cornelius und Cyprian mit 1949 freigelegten Deckenfresken von 1740 gibt es am Weg nach Haldenwang eine Pestkapelle aus dem Jahr 1649. Gegenüber der einstigen Dorfmühle steht das frühere Gesindehaus, das als einziges Haus den Einfall der Schweden während des Dreißigjährigen Krieges überstanden haben soll.

## Wirtschaft
Bis etwa 1900 war in Probstried das Brennen von Kalk ein Haupterwerbszweig.